# Сенкевич, Владимир Петрович
Владимир Петрович Сенкевич (1933—2005) — советский учёный и организатор космических программ, доктор технических наук (1982), профессор (1984). Президент Российской академии космонавтики имени К. Э. Циолковского (2000—2005). Лауреат Государственной премии СССР (1977). Заслуженный деятель науки Российской Федерации (1996)

## Биография
Родился 22 августа 1933 года в Москве.

### Начальная деятельность
С 1952 по 1957 год обучался в Московском авиационном институте имени Серго Орджоникидзе, по окончании которого получил специализацию инженер-механика. С 1957 по 1962 год работал в КБ ДМЗ в должностях: мастер, инженер- технолог и начальник бригады, был участником создания средств противоракетной и противовоздушной обороны.

### НИИ-88 — ЦНИИ машиностроения
С 1962 года на научно-исследовательской работе в НИИ-88 (с 1967 года — Центральный научно-исследовательский институт машиностроения) на должности руководителя комплекса научных отделений и заместителя начальника Центра системного проектирования. В. П. Сенкевич был заместителем научного руководителя, научным руководителем или ответственным исполнителем около ста отраслевых и межведомственных опытно-конструкторских и научно-исследовательских работ, он был одним из создателей отраслевой школы по системному проектированию ракетно-космической техники, долгосрочному программно-целевому планированию и прогнозированию в области космонавтики.
В 1977 году Постановлением ЦК КПСС и СМ СССР «За разработку директивных документов по долгосрочному прогнозированию и программно-целевому планированию развития космонавтики» В. П. Сенкевич был удостоен Государственной премии СССР в области науки и техники.

### Во главе Российской академии космонавтики
С 1992 года состоял в Научно-техническом совете Роскосмоса в должностях председателя Проблемного совета и членом секции этого совета, был участником работы государственной комиссии по серии искусственных спутников Земли «Электрон». С 1994 по 1997 год В. П. Сенкевич являлся членом российской делегации в Комитете ООН по космосу в Австрии. Одновременно с 1992 года был избран вице-президентом, а с 2000 по 2005 год являлся — президентом Российской академии космонавтики имени К. Э. Циолковского, являлся так же председателем Научно-технического совета и вице-президентом Федерации космонавтики России. Под руководством В. П. Сенкевича были созданы научные центры космонавтики в таких странах как: Казахстан, Молдавия, Украина, Грузия, Германия, Швейцария и Румыния.

### Учёные, научные звания и признание
В 1982 году В. П. Сенкевичу была присвоена учёная степень доктор технических наук, в 1984 году приказом ВАК СССР учёное звание — профессор. В. П. Сенкевич был членом Учёных советов ЦНИИ машиностроения и 4-й ЦНИИ Минобороны России. С 1998 по 2005 год — членом Попечительского совета Международного фонда попечителей РГТУ имени К. Э. Циолковского. В 1996 года В. П. Сенкевич был избран членом Международной академии информатизации, в 1999 году — Международной Академии астронавтики, в 2002 году — Нью-Йоркской Академии наук.
В. П. Сенкевич написал более 350 научных работ, в том числе более 20 монографий по вопросам планирования работ и системных исследований в области ракетно-космической техники и космической деятельности.
24 декабря 1996 года Указом Президента России «За заслуги перед государством, большой вклад в становление и развитие отечественной ракетно-космической промышленности, укрепление экономического сотрудничества с зарубежными странами» В. П. Сенкевичу было присвоено почётное звание — Заслуженный деятель науки Российской Федерации.
Скончался 19 мая 2005 года в Москве.

## Награды
Основной источник:
- Орден «Знак Почёта»

### Звания
- Заслуженный деятель науки Российской Федерации (1996)

### Премии
- Государственная премия СССР в области науки и техники (1977)